# Église Sainte-Marie de Chojna
Pour les articles homonymes, voir Église Sainte-Marie.
L'église Sainte-Marie de Chojna (en allemand : Marienkirche ; en polonais : Kościół Mariacki w Chojnie) est l'ancienne église de la ville de Königsberg in der Neumark, actuelle ville polonaise de Chojna depuis 1945. Érigée en style gothique en brique de 1389 à 1407, elle était une paroisse protestante depuis 1539. Elle fut détruite en 1945 et reconstruite en lieu de rencontre et de culture œcuménique à partir de 1990.

## Histoire

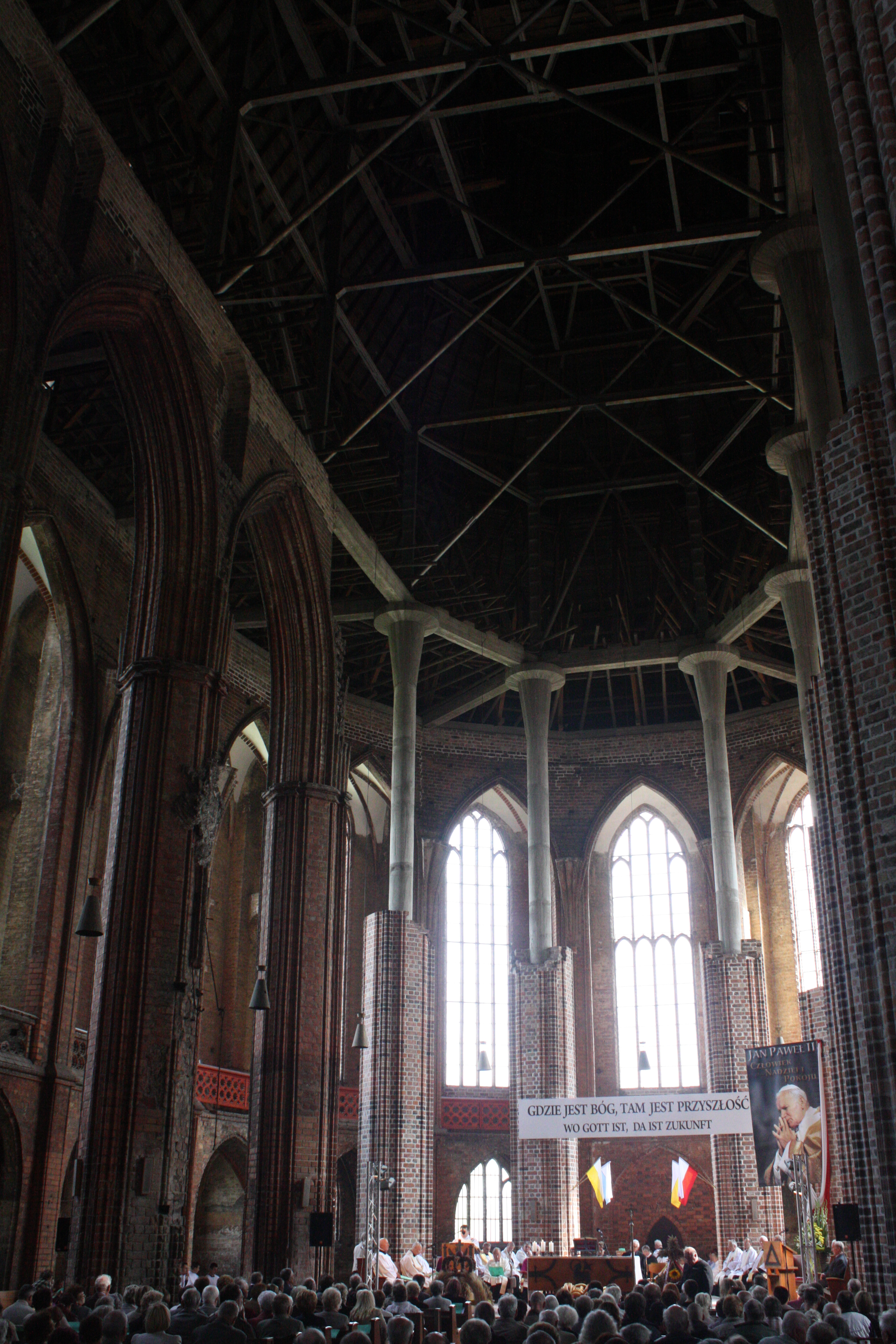
Intérieur (2012).

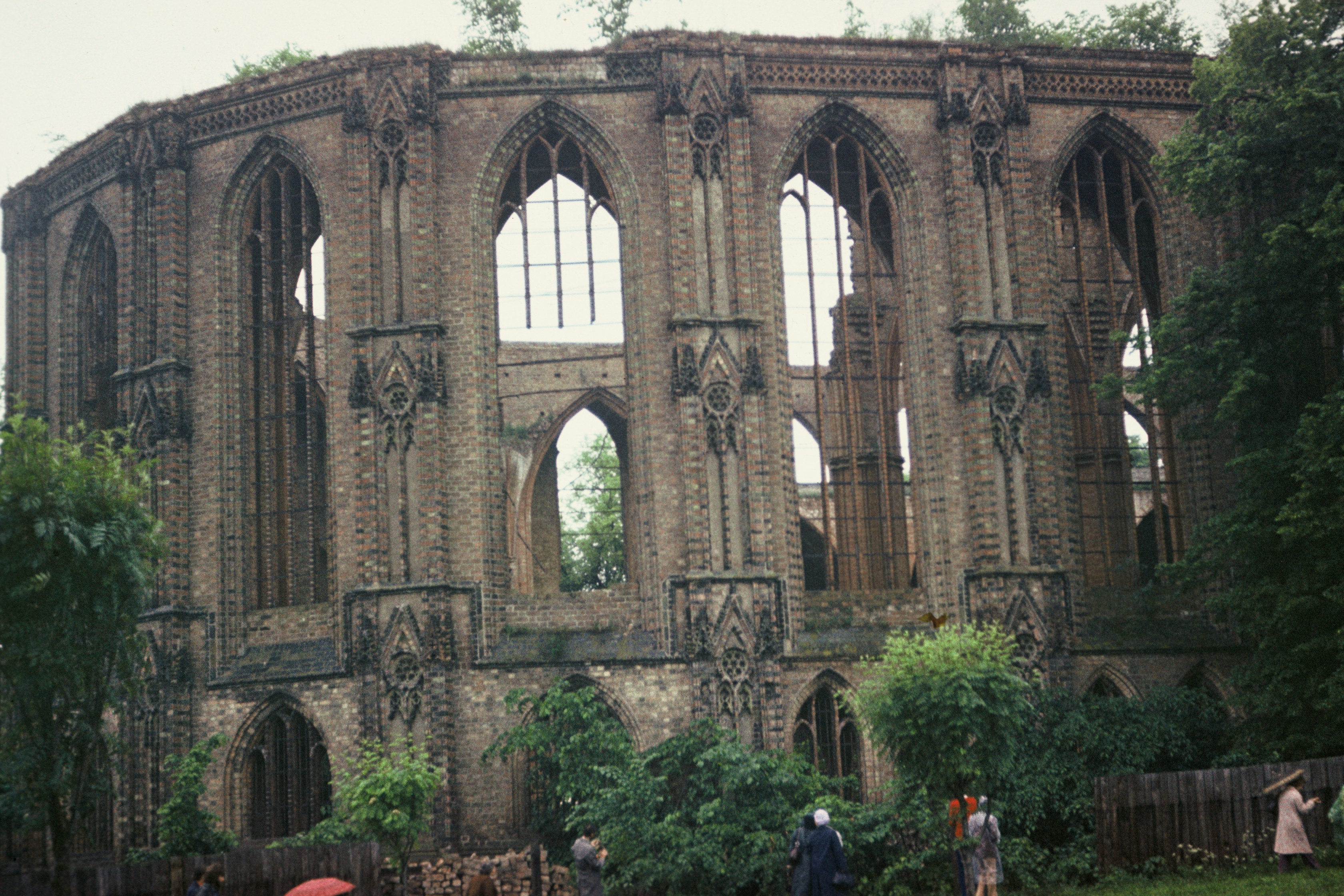
État de ruine (1985).

L'église actuelle remplace une église en pierre datant du XIIIe siècle. Elle a été construite sous le patronage de l'Ordre de Saint-Jean par le maître d'œuvre Hinrich Brunsberg de Stettin en tant qu'église-halle avec déambulatoire et consacrée en 1407. Entre 1451 et 1459, elle fut prolongée ; une tour a également été ajoutée. Avec la Réforme dans l'électorat de Brandebourg en 1539, elle est devenue protestante. Jusqu'à sa destruction, c'était l'église principale de la ville et le lieu d'activité du surintendant du district religieux de Königsberg in der Neumark dans la province ecclésiastique de Brandebourg.
Le 2 juillet 1843, le clocher gothique de l'église s'effondre. Elle a été remplacée par une tour haute de 102,6 mètres conçue par l'architecte berlinois Friedrich August Stüler. Pour la réouverture, l'église a reçu un autel néo-gothique avec une peinture d'autel de Carl Gottfried Pfannschmidt. Lors de la restauration de 1882 à 1884, certains équipements ont été retirés.
Le 16 février 1945, l'église, comme la majeure partie de la ville, fut détruite par un incendie déclenché par l'Armée rouge. Les ruines de l'église ont été à peine sécurisées au cours des années suivantes, ce n'est qu'à la fin des années 1960 et à la fin des années 1980 que certains travaux connexes ont été effectués.
De 1990 à 1999, l'église a été reconstruite. Depuis qu'un support en acier installé dans les années 1930 s'est cassé, le sommet de la tour a été renforcé par une structure en béton armé.

## Liens web
- Site de l'association pour la reconstruction de la Marienkirche à Königsberg / Neumark e. V. (avec des informations détaillées sur l'histoire et la reconstruction)
- http://uczyc-sie-z-historii.pl/pl/projekty/zobacz/51